# Marca postal do Japão
〒 (郵便マーク, Yūbin māku) é o símbolo usado pelo Japan Post, que antes consistia no Hinomaru com uma barra horizontal vermelha no centro da bandeira. Também tinha um fino anel branco em volta do sol vermelho. Foi depois substituído por uma bandeira que consiste no 〒 em vermelho com um fundo branco. Após a privatização do Japan Post, em 2007, o símbolo continuou a ser usado, e hoje o símbolo 〒 é usado no Japão para representar o correio convencional. Ele aparece em caixas de correio, edifícios dos correios, e publicações dos correios.

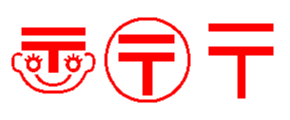
Muitas versões da marca 〒.

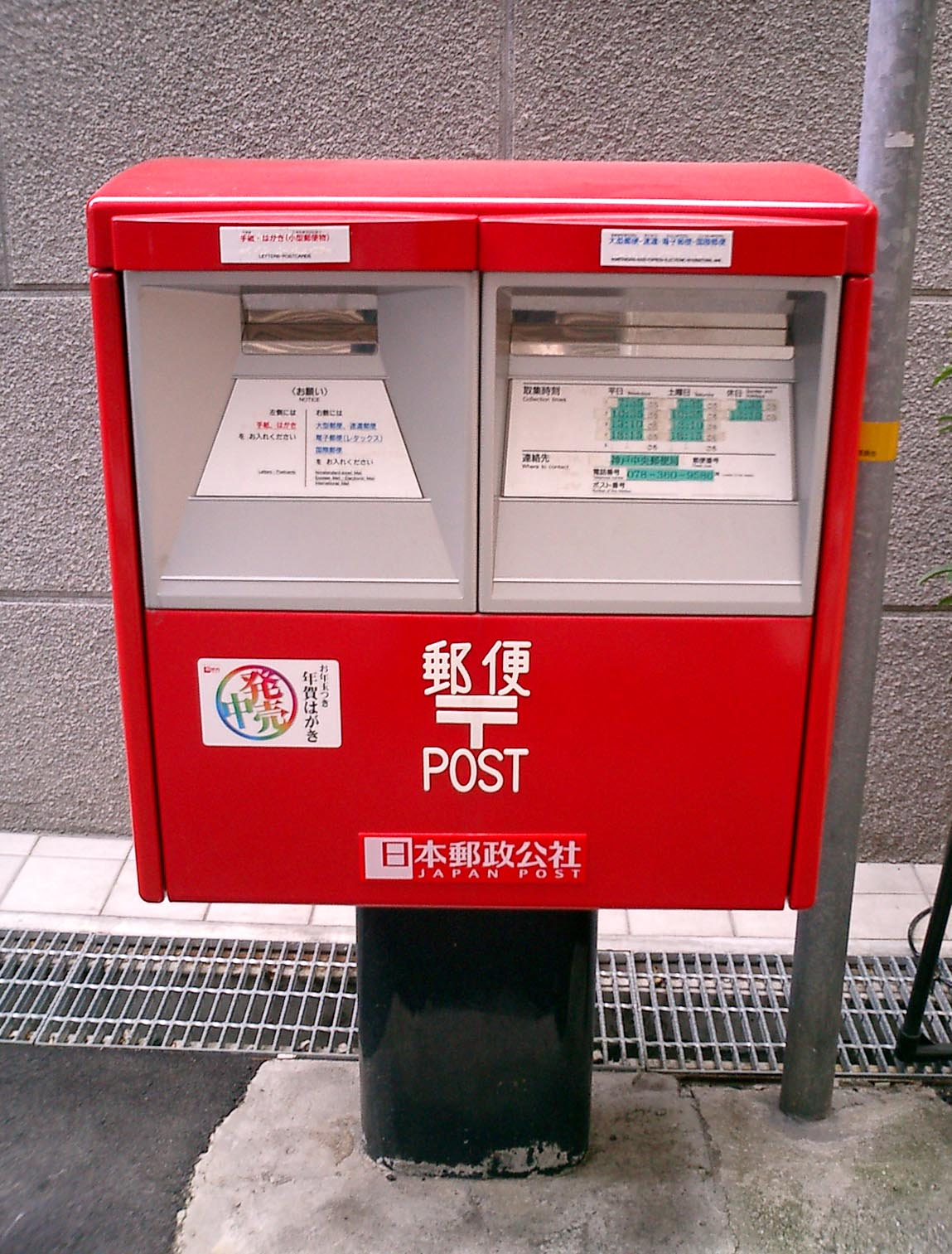
Uma caixa de correio no Japão.

Há pelo menos duas explicações dadas para a origem do símbolo, que parece ter sido adotado em 1887. Uma delas é que é uma forma modificada do katakana te (テ), que representou o primeiro som do nome do antigo Ministério das Comunicações (逓信省, Teishinshō), ou do kanji tei (逓).
A segunda explicação é que as autoridades postais no Japão tinham originalmente planejado usar um T maiúsculo como seu símbolo, mas ele foi modificado para 〒 depois de saberem que T seria um símbolo internacional de porte inadequado.

## Unicode
- 〒 unicode: U+3012
- 〠 unicode: U+3020
- 〶 unicode: U+3036